# Eisenbahn-Quartier
Als Eisenbahn-Quartier wird ein Viertel im nördlichen Stadtteil Köln-Nippes bezeichnet, welches nach einem ehemaligen Eisenbahnausbesserungswerk (EAW) benannt wurde. Zum damaligen Stadtbild gehörte neben dem Ausbesserungswerk auch ein Rangierbahnhof.

## Lage
Das Eisenbahn-Quartier (gebaut bzw. umbenannt ab 1893) ist Teil des Sechzigviertels und umfasst folgende Straßen, deren heutige Benennung erst im Jahre 2006 erfolgte. Die Straßennamen orientieren sich an den alten Betriebseinrichtungen und Orten des Geländes:
Hartwichstraße, Kleine Hartwichstraße, Nohlstraße, Sechzigstraße, Werkstattstraße, Wagenhallenstraße, Kesselhausstraße, Am Alten Stellwerk, Bahnwärterweg, An der Alten Kantine, Am Ausbesserungswerk, Lokomotivstraße und An der Drehscheibe.

## Historie
Die Geschichte des Ausbesserungswerks hatte sehr großen Einfluss auf die Entwicklungsgeschichte des Kölner Stadtteils Nippes. Ab 1855 verlegte die Rheinische Eisenbahngesellschaft (1839 eröffnete sie die Verbindung zwischen Köln und Aachen) ihr Ausbesserungswerk vom Rheinufer (am Thürmchen) nach Nippes. Beinahe 150 Jahre lang prägte das Werk den Stadtteil. Hier arbeiteten bis zu 3.000 Menschen.
Ab Ende der 1980er Jahre entstand auf dem Gelände eine Zeit lang ein reges soziales und kulturelles Leben: das Unternehmen für berufliche und soziale Integration „Zug um Zug“, der Kulturbetrieb „Die Kantine“ und zahlreiche Künstlerateliers.

## Heutige Entwicklung
Seit der Entscheidung des Stadtteilparlaments im Jahre 2003 das Areal nicht als Mischgebiet (Arbeits- und Wohngebiet) zu nutzen, wandelt sich das Gelände des Eisenbahnquartiers zunehmend zu einem neuen Stadtviertel mit vielen Wohnhäusern, zentralen Stadtteilpark und (zum Teil noch geplanten) Freizeiteinrichtungen. Einige der Wohnprojekte beherbergen mit die modernsten Wohnungen in Köln-Nippes. Beispielhafte Wohnprojekte (in alphabetischer Reihenfolge) sind:
- Drehscheibe Fünfzig733: Innovative Mietwohnungen mit hoher Wohnqualität
- neu nippes: Moderne Eigentumswohnungen verteilt auf mehrere kleinere Hauseinheiten
- Stellwerk 60: Teilweise autofreie Siedlung mit Ein- und Mehrfamilienhäusern
- WestSite: Mietwohnungen, Eigentumswohnungen und Reihenhäuser